# (6003) 1988 VO1
(6003) 1988 VO1 est un astéroïde de la ceinture principale.

## Description

### Caractéristiques orbitales
(6003) 1988 VO1 est un astéroïde de la ceinture principale. Il fut découvert le 2 novembre 1988 à Kushiro (Japon) par S. Ueda et H. Kaneda. En 2018, il présente une orbite caractérisée par un demi-grand axe de 2,34 UA, une excentricité de 0,12 et une inclinaison de 5,72° par rapport à l'écliptique.

### Caractéristiques physiques
(6003) 1988 VO1 a une magnitude absolue (H) de 13,4. Son albedo et son diamètre n'ont pas été évalués.